# Dicrossus
Dicrossus is een geslacht van straalvinnige vissen uit de familie van cichliden (Cichlidae).

## Soorten
- Dicrossus filamentosus (Ladiges, 1958)
- Dicrossus foirni Römer, Hahn & Vergara, 2010
- Dicrossus gladicauda Schindler & Staeck, 2008
- Dicrossus maculatus Steindachner, 1875
- Dicrossus warzeli Römer, Hahn & Vergara, 2010